# Отделение № 1 Опытного Хозяйства СибНИИСХОЗа
Отделение № 1 Опытного Хозяйства СибНИИСХОЗа, известно также как посёлок Отделение № 1 ОПХ Сибниисхоза, посёлок Отделения № 1 Опытного Хозяйства СибНИИСХОЗа, отделение № 1, — населённый пункт в Таврическом районе Омской области России. Входит в состав Новоуральского сельского поселения. Население 359 чел. (2010) .

## История
В соответствии с Законом Омской области от 30 июля 2004 года № 548-ОЗ «О границах и статусе муниципальных образований Омской области» посёлок вошёл в состав образованного муниципального образования «Новоуральское сельское поселение».

## География
Отделение № 1 Опытного Хозяйства СибНИИСХОЗа находится на юге региона.

## Население
| 2010 |
| ---- |
| 359  |

Гендерный состав
По данным Всероссийской переписи населения 2010 года в гендерной структуре населения из 359 человек мужчин — 170, женщин — 189 (47,4 и	52,6 % соответственно).
Национальный состав
Согласно результатам переписи 2002 года, в национальной структуре населения русские составляли 64 % от общей численности населения в 210 чел..

## Инфраструктура
Развитое сельское хозяйство.

## Транспорт
Дорога через д. Тихорецкую в центр поселения — пос. Новоуральский протяженностью около 10 км.